# Sociální práce
Sociální práce je profesí a akademickou disciplínou, která se zabývá uplatněním společenské teorie a výzkumu ke studiu a zlepšení kvality života lidí, sociálních skupin a celé společnosti. To zahrnuje využití ostatních společenských věd jako prostředku ke zlepšení životních podmínek a změně postoje společnosti k chronickým problémům.
Sociální práce se snaží o prosazovaní sociální spravedlnosti, zlepšování kvality života a rozvíjení plného potenciálu každého jednotlivce, skupin a společenství. Pomáhá lidem zvládat náročné životní situace. Mezi další cíle sociální práce bychom mohli zařadit snahu o uspokojení základních lidských potřeb, snahu zlepšit zdraví, celkovou pohodu a sociální fungování jednotlivců. Sociální fungování popisuje člověka v interakci se sociálním prostředím, a jak v něm jedinec zvládá své sociální role.
Sociální práce je multidisciplinární obor. Teorie i praxe využívá poznatků z psychologie, sociologie, práva, pedagogiky, medicíny, ekonomických věd a filozofie. Sociální pracovníci mohou pracovat ve výzkumu, praxi nebo vyšším vzdělání. Výzkum často směřuje do oblastí sociální politiky, veřejné správy, hodnocení sociálních programů, a mezinárodního nebo komunitního rozvoje. 

## Historie
Sociální práce má kořeny v boji společnosti proti chudobě a z ní vyplývajícím problémů. Pročež je sociální práce spojena s myšlenkou charitativní činnosti, ale musí být chápána v širším měřítku. Pojem charity sahá do starověku a praxe poskytování chudým má kořeny ve všech hlavních světových náboženstvích. Jako vědecká disciplína se zformovala až počátkem 19. století v důsledku společenských tlaků způsobených průmyslovou revolucí a zájmem o uplatňování vědeckých teorií v různých oblastech. 

## Malá paradigmata sociální práce
V sociální práci během 20. století vykrystalizovaly tři odlišné přístupy, které Payne (1997) označuje jako tzv. malá paradigmata, Odlišují se jak svými filozofickými východisky, tak praktickými konsekvencemi. Jejich vymezení je zajímavé také s ohledem na vývoj české sociální práce, která svoji identitu znovu musí hledat.

### Terapeutické paradigma
První z paradigmat označujeme jako terapeutické a za hlavní faktor sociálního fungování zde považujeme psychické zdraví a duševní pohodu. Sociální práce je v tomto ohledu prováděna spíše formou psychoterapie. Podle Navrátila zastánci tohoto přístupu spatřují cíl sociální práce v zabezpečení psychickém a v zabezpečení sociální pohody.
V souvislosti s celou myšlenkou paradigmatu se zde nabízí otázka, jak je zvládání životní situace klienta ovlivněno jeho vlastními osobnostními deficity. Z celkového obrazu životní situace klienta zde vychází zakázka na řešení důsledků psychického stavu, který ovlivňuje schopnost zvládat očekávání klientova blízkého okolí.

### Reformní paradigma
Druhé paradigma je také označováno, jako tzv. úsilí o reformu společenského prostředí. V praxi tato teorie znamená, že se sociální fungování člověka pojí s určitou vizí společenské rovnosti v různých dimenzí společenského života (jako jsou společenské třídy, gender, etnikum, věkové skupiny,…).
Podpora solidarity a spolupráce v rámci společenské skupiny mohou pomoct utlačeným lidem v rámci skupiny pomoct získat přirozený vliv na vlastní životy. Sociální práce se u tohoto paradigmatu zaměřuje na tzv. empowerment neboli zmocňování utlačovaných jedinců sociální skupiny do takové míry, aby se mohla podílet na tvorbě a změnách funkce institucí.

### Poradenské paradigma
U tohoto třetího paradigmatu podle Navrátila závisí na: “schopnosti zvládat problémy a přístup k odpovídajícím informacím a službám“.
Lidé, kteří zastávají myšlenku poradenského paradigmatu, vnímají tento přístup jako jeden z aspektů systému samotných sociálních služeb.
Tvrdí, že paradigma si klade za cíl jít naproti individuálním potřebám a zároveň usiluje o zlepšování celého systému, poskytující sociální služby. Hlavními zakázkami klienta, podle poradenského paradigmatu, by mělo být zaměření se na neuspokojené individuální potřeby, individuální omezení, které klientovi brání v uspokojení jeho potřeb ale i celková více či méně úspěšná snaha institucí reagovat na tyto klientovy potřeby.
Obecně jde zejména o pomoc, která je prováděna pomocí poskytování informací profesionálním poradenstvím a pomocí zprostředkováváním dalších zdrojů pomoci. Součástí celého směru je i snaha o změnu společnosti a jejich institucí, tak aby lépe reagovaly na potřeby svých občanů.

## Cíle sociální práce
Cíle sociální práce se mohou lišit s ohledem na společenský, kulturní i historický kontext. V současné době je tedy možné vymezit je takto:
1. Podpořit schopnost klienta řešit problém, pomoct mu vyvíjet se a přizpůsobit se nárokům na jeho osobu
2. Poskytnout klientovi základní sociální poradenství, tj. zprostředkovat informace o vhodné agentuře, službě, příležitosti nebo o vhodném zdroji.
3. Napomáhat tomu, aby systémy podpory klientů pracovaly humánně a efektivně
4. Rozvíjet a zlepšovat sociální politiku

Zároveň sociální práce vede dialog mezi tím, co chce společnost ve svých normách a tím, co chce klient. Cílem sociální práce je pak rozvíjet tento dialog ke vzájemné spolupráci.

## Současný profesionální rozvoj
Mezinárodní federace sociálních pracovníků uvádí o současné sociální práci: „Sociální práce zakládá svojí metodologii na systematickém souhrnu důkazů – základních znalostí odvozených z výzkumů a praktických hodnocení zahrnujících místní a tradiční znalosti specifické k jejich kontextu. Rozeznává složitost vztahů mezi lidskými bytostmi a jejich prostředím, a dvojí schopnost lidí být ovlivňován a měnit rozmanitými vlivy na nich včetně bio-psychologických faktorů. Profese sociální práce jsou koncipovány na základě teorie lidského rozvoje, společenské teorie a společenských systémů k analýze složitých situací a usnadnění individuálních, organizačních, společenských a kulturních změn.“ Důležité je také a využívání potenciálu informačních technologii k efektivnějšímu poskytování služeb klientům.

## Kvalifikace
Za profesionální sociální pracovníky jsou považováni ti, kteří jsou držiteli diplomu v oboru sociální práce. Praktici musí často získat licenci nebo být profesně registrování.
V některých částech světa, vzdělání sociálních pracovníků začíná titulem bakalářem sociální práce (BA, BSc, BSSW nebo BSW a na některých univerzitách spojeným diplomem v programu sociální práce). Některé země nabízejí postgraduální tituly jako magisterský titul (MA, MSc nebo MSW a postgraduální diplom v sociální práci) nebo doktorský titul (Ph. D. nebo DSW). V mnoha zemích a jurisdikcích je vyžadována licence nebo registrace lidí pracujících jako sociální pracovníci, čímž je prověřována jejich kvalifikace. Na jiných místech profesní organizace sestavují akademické a zkušenostní požadavky pro přijetí za člena. Úspěch těchto profesních organizací je prokázán faktem, že stejné požadavky jsou uznávány zaměstnavateli jako nezbytné pro zaměstnání.

## Vzdělávání v sociální práci
Vzdělání sociálních pracovníků upravuje zákon č. 108/2006 Sb., O sociálních službách, který stanovuje, že sociálním pracovníkem je úspěšné absolvování patřičného akreditovaného vzdělání na vyšší odborné škole (jde o obory sociální práce a sociální pedagogika, sociální pedagogika, sociální a humanitární práci, sociální práci, sociálně právní činnost, charitní a sociální činnost) nebo na vysoké škole (obory sociální práce, sociální politika, sociální pedagogika, sociální péče, sociální patologie, právo nebo speciální pedagogika). Zákon umožňuje vykonávat práci sociálního pracovníka i osobám s jiným vysokoškolským vzděláním doplněným o kurz v minimální délce 200 hodin a pětiletou praxí. V případě sociálních pracovníků zaměřených na manželské a rodinné poradenství nebo na sociální práci ve zdravotnických zařízeních může mít pracovník i vysokoškolské vzdělání adekvátní k těmto problematikám.
Vzdělavatelé v sociální práci mohou být organizováni v Asociaci vzdělavatelů v sociální práci (ASVSP), která je dobrovolným sdružením právních subjektů vyšších odborných a vysokých škol nebo jejich částí, které nabízejí vzdělání v sociální práci na území ČR, případně poskytovatelů dalšího vzdělávání v sociální práci.Asociace vzdělavatelů v sociální práci (dále ASVSP) je členem Evropské asociace škol v sociální práci European Association of Schools of Social Work - EASSW.
ASVSP vydává spolu se slovenskými vzdělavateli v sociální práci časopis Sociální práce/Sociálna práca, který je jediným akademicko-profesním periodikem sociální práce vycházející v Česku a na Slovensku. Vychází v podobě brožovaného časopisu o rozsahu cca 160 stran, čtyřikrát za rok v českém a slovenském jazyce a jednou v angličtině. Obsahuje teoretickou a publicistickou část podporující aktualizaci vzdělání sociálních pracovníků.
Od roku 2013 vydává Asociace poskytovatelů sociálních služeb České republiky ve spolupráci s Ministerstvem práce a sociálních věcí informační a odborný časopis pro sociální pracovníky Listy sociální práce. Časopis vychází 4× ročně a jeho cílem je prostřednictvím odborných článků, rozhovorů, příkladů dobré praxe a dalších textů pomoci k identifikaci sociální práce, jejímu formování, rozvoji a zvyšování její prestiže, umožnit nahlédnout do všech oblastí, kde se sociální práce koná, vytvořit platformu pro výměnu zkušeností i názorů a poskytnout informační servis.
V roce 2020 otevřela nový bakalářský obor pro studium sociální práce také Západočeská univerzita v Plzni, a to v prezenční formě. Bakalářský studijní program sociální práce představuje prakticky zaměřený humanitní obor, jehož cílem je studenty připravit na kvalifikovaný výkon profese sociálního pracovníka. Vedle tradičních vědních disciplín filozofie je sociální práce oborem, který poskytuje významný přesah do přímé praxe.

## Legislativa vztahující se k sociální práci

### Zákon č. 108/2006 Sb., O sociálních službách
Podle zákona o sociálních službách se sociální služby dělí na služby sociální péče, služby sociální prevence a sociální poradenství. V každém z těchto typů může pracovat řádně akreditovaný sociální pracovník. 

Část osmá zákona o sociálních službách se přímo věnuje sociálním pracovníkům. Upravuje předpoklady pro výkon sociálního pracovníka. 
Sociální pracovník vykonává sociální šetření, zabezpečuje sociální agendy včetně řešení sociálně právních problémů v zařízeních poskytujících služby sociální péče, sociálně právní poradenství, analytickou, metodickou a koncepční činnost v sociální oblasti, odborné činnosti v zařízeních poskytujících služby sociální prevence, depistážní činnost, poskytování krizové pomoci, sociální poradenství a sociální rehabilitace, zjišťuje potřeby obyvatel obce a kraje a koordinuje poskytování sociálních služeb. 

#### Nárok na "příspěvek na péči"
Ve druhé části zákona o sociálních službách jsou stanoveny podmínky, podle kterých posuzuje příslušná krajská pobočka úřadu práce, kdo má na příspěvek nárok. Na základě žádosti podané na krajský úřad se zahájí řízení o přiznání příspěvku na péči. Úkolem sociálního pracovníka je provést šetření v domácím prostředí, kde zkoumá, jak je žadatel soběstačný a schopný samostatného života. Posuzuje přitom úkony jako je mobilita, orientace, komunikace, stravování, oblékaní a obouvání, tělesná hygiena, výkon fyziologické potřeby, péče o zdraví, osobní aktivity či péče o domácnost. Podle počtu úkonů, které z důvodu dlouhodobě nepříznivého zdravotního stavu není osoba schopna zvládat, se poté přiřazuje stupeň závislosti, od kterého se zároveň odvíjí výše příspěvku.

#### Mlčenlivost
Pátá část zákona o sociálních službách nařizuje zaměstnancům obcí, krajů, státním zaměstnancům a zaměstnancům sociálních služeb povinnost zachovávat mlčenlivost o údajích osob, kterým jsou poskytovány příspěvky nebo sociální služby. Sdělit osobní údaje mohou pouze v případě, stanoví-li tak tento zákon, zvláštní zákon, nebo v případě udělení písemného souhlasu klienta.
Další legislativa vztahují se k výkonu práce sociálního pracovníka:
Vyhláška č.505/2006 Sb., kterou se provádějí některá ustanovení zákona o sociálních službách
Zákon č.110/2019 Sb., o zpracování osobních údajů
Bílá kniha
Dále je třeba dát pozor na přechodná ustanovení zákona o sociálních službách, která přidávají nebo upravují některé dřívější právní ustanovení v zákoně.

## Cílové skupiny sociální práce
- Práce s jednotlivým rizikovými skupinami. (např. narkomani, bezdomovci...)
- Práce s oběťmi katastrof. (zvaní též jako "krizoví asistenti")
- Práce ve stacionářích
- Práce ve zdravotnických zařízení (např. hospicového typu.)
- Asistence tělesně postiženým
- Práce s rodinou (často s prostředky používajícími psychoterapii)
- Práce se seniory a chronicky nemocnými
- Práce s nezaměstnanými (rekvalifikace, poradenství, atp.)

## Zdroje krytí činnosti
- Státní, krajský či obecní rozpočet (většina institucí sociální péče je hrazena - podobně jako zdravotní péče - z veřejných zdrojů)
- Státní dotace
- Sponzorské dary
- Fondy
- Granty

## Antiopresivní přístup v sociální práci
Antiopresivní přístup v sociální práci je název pro metodu usilující o eliminaci opresivního (diskriminujícího) vlivu většinové společnosti a institucí na příslušníky menšin. Koncepce je také nazývána antidiskriminující přístup v sociální práci. Vzniká na přelomu 80. a 90. let 20. století jako reakce na sociální problémy způsobené migrací obyvatelstva a mísením kultur.
Antiopresivní přístup klade velký důraz na zákonná práva každého člověka. Vyžaduje, aby byla zachována důstojnost klienta a nebyla narušena jeho lidská (případně občanská) práva. Tento princip představuje základní strukturu rovného zacházení – každý klient by měl mít nejen stejná práva, ale také stejné možnosti a příležitosti jako ostatní. Nikdo nesmí být záměrně znevýhodněn. Od klienta se očekává aktivní přístup k řešení vlastní situace – měl by se podílet na vytváření plánu a komunikaci s institucemi, zároveň by měl pracovníkovi reflektovat výsledky společné práce.